# La Isla Bonita
La Isla Bonita (в переводе с испанского языка — «прекрасный остров») — песня американской певицы Мадонны в жанре латиноамериканской поп-музыки, выпущенная в студийном альбоме True Blue 25 февраля 1987 года. Посвящена вымышленному острову Сан-Педро. Впоследствии получила мировую популярность.
Инструментовка была написана в соавторстве Патрика Леонарда и Брюса Гейтша в 1986 году, и была предложена Майклу Джексону, который, по словам Гейтша, отказался от её исполнения. Получив предложение, Мадонна частично написала слова и мелодию песни, которая оказалась для неё первой, где звучали испанские мотивы.
Клип песни вышел на телеканале MTV 29 марта 1987 года. В нём 28-летняя Мадонна предстаёт в роли скромной девушки в окружении символов католицизма и в то же время раскрепощённой танцовщицы в стиле фламенко. В клипе в массовке снялся тогда никому не известный 20-летний пуэрториканский актер Бенисио Дель Торо.
Название песни может относиться к острову в Белизе, с которым связан город Сан-Педро; по словам Гейтша во время написания песни Мадонна находилась в американском городе Сан-Педро, кроме того, вместе со своим мужем была знакома с поэтом по имени Сан Педро. По словам Мадонны, подтверждённым интервью с соавторами, она написала слова и мелодию по заготовленным гармониям, будучи в Гонконге на съёмках фильма «Шанхайский сюрприз». Певица не знала о существовании города Сан-Педро, и описывала вымышленное идеальное место.
Песня была перепета многими мировыми артистами, в том числе чешской певицей Илоной Цсаковой на чешском языке (в 1998 году), французской певицей Ализе Жакоте (в 2003 и 2008 годах) и другими.

## Чарты
| Чарт (1987)                         | Наивысшее место |
| ----------------------------------- | --------------- |
| Australia (Kent Music Report)       | 6               |
| Австрия (Ö3 Austria Top 40)         | 1               |
| Бельгия/Фландрия (Ultratop 50)      | 3               |
| Belgium (VRT Top 30)                | 3               |
| Канада (RPM Top Singles)            | 1               |
| Eurochart Hot 100 (Billboard)       | 1               |
| Финляндия (Suomen virallinen lista) | 18              |
| Франция (SNEP)                      | 1               |
| Германия (GfK)                      | 1               |
| Iceland (RÚV)                       | 1               |
| Ирландия (IRMA)                     | 2               |
| Italy (FIMI)                        | 18              |
| Нидерланды (Dutch Top 40)           | 2               |
| Нидерланды (Single Top 100)         | 3               |
| Новая Зеландия (Recorded Music NZ)  | 5               |
| Норвегия (VG-lista)                 | 5               |
| Spain (PROMUSICAE)                  | 8               |
| Швеция (Sverigetopplistan)          | 3               |
| Швейцария (Schweizer Hitparade)     | 1               |
| Великобритания (OCC UK Singles)     | 1               |
| США (Billboard Hot 100)             | 4               |
| США (Billboard Adult Contemporary)  | 1               |
| США (Billboard Dance Club Songs)    | 10              |

| Chart (2017)                    | Peak position |
| ------------------------------- | ------------- |
| Польша (Polish Airplay Top 100) | 66            |

| Чарт (1987)                          | Место |
| ------------------------------------ | ----- |
| Australia (Kent Music Report)        | 58    |
| Austria (Ö3 Austria Top 40)          | 6     |
| Canada Top Singles (RPM)             | 22    |
| Germany (Official German Charts)     | 2     |
| Italian Singles (FIMI)               | 94    |
| Netherlands (Single Top 100)         | 13    |
| Switzerland (Schweizer Hitparade)    | 2     |
| UK Singles (Official Charts Company) | 17    |
| US Billboard Hot 100                 | 58    |
| US Adult Contemporary (Billboard)    | 34    |
| US Hot Dance Club Songs (Billboard)  | 42    |

## Сертификации и продажи
| Регион                                                      | Сертификация | Продажи  |
| ----------------------------------------------------------- | ------------ | -------- |
| Франция (SNEP)                                              | Золотой      | 771,000  |
| Германия (BVMI)                                             | Золотой      | 500 000^ |
| Япония (RIAJ)                                               | Золотой      | 181,290^ |
| Великобритания (BPI)                                        | Серебряный   | 435,000  |
| ^ Данные о тиражах приведены только на основе сертификации. |              |          |

## Участники записи
- Мадонна  — автор песни, продюсер, вокал
- Брюс Гайч  — гитары (испанская и акустическая гитара)
- Патрик Леонард  — программирование ударных, клавишные, автор песни, продюсер
- Джонатан Моффетт — ударные
- Паулиньо да Коста — перкуссия
- Майкл Вердик — сведение, звукорежиссёр